# Monique Schröder

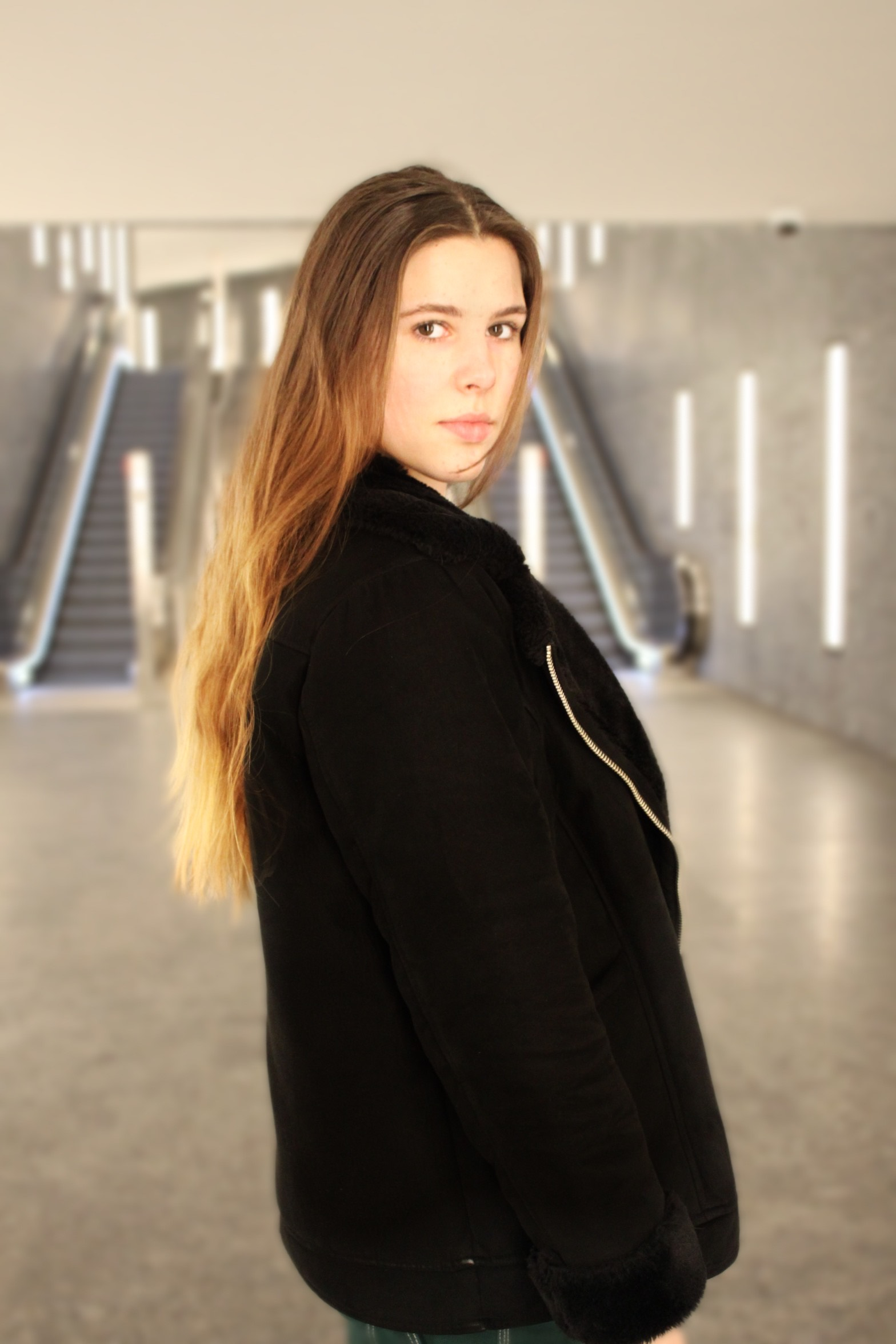
Monique Schröder (2022)

Monique Schröder (* 17. Mai 2003 in Berlin) ist eine deutsche Filmschauspielerin, die als Kinderdarstellerin begann.

## Leben
Monique Schröder wurde im Alter von 5 Jahren als Kinderdarstellerin bei deutschen Film- und Fernsehproduktionen tätig. So spielte sie „Leah“ in Mein Schüler, seine Mutter & ich (2008), „Lilly“ in Schaumküsse (2009) oder „Falkners Tochter“ in Til Schweigers Schutzengel (2012). 2017 spielte sie Kafis Tochter Céline in der Comedy-Serie Triple Ex. Neben der Schauspielerei performt sie als Akrobatin auf internationalen Bühnen und hat eine Ausbildung zur professionellen Artistin absolviert. 

## Filmografie (Auswahl)
- 2008: Mein Schüler, seine Mutter & ich
- 2009: Schaumküsse
- 2009: Dinosaurier – Gegen uns seht ihr alt aus!
- 2011: Rindvieh à la Carte
- 2011: Glück auf Brasilianisch
- 2011: VERBRECHEN nach Ferdinand von Schirach
- 2012: Schneeweißchen und Rosenrot
- 2012: Schutzengel
- 2012: Radio Silence – Der Tod hört mit
- 2013: Rosa Roth – Der Schuss
- 2013: Papa auf Probe
- 2013: Die Bergretter: Wilde Wasser (S04 F02)
- 2017: Triple Ex (Fernsehserie, 6 Folgen)
- 2023: SAMIA – Neue Bioskop Film

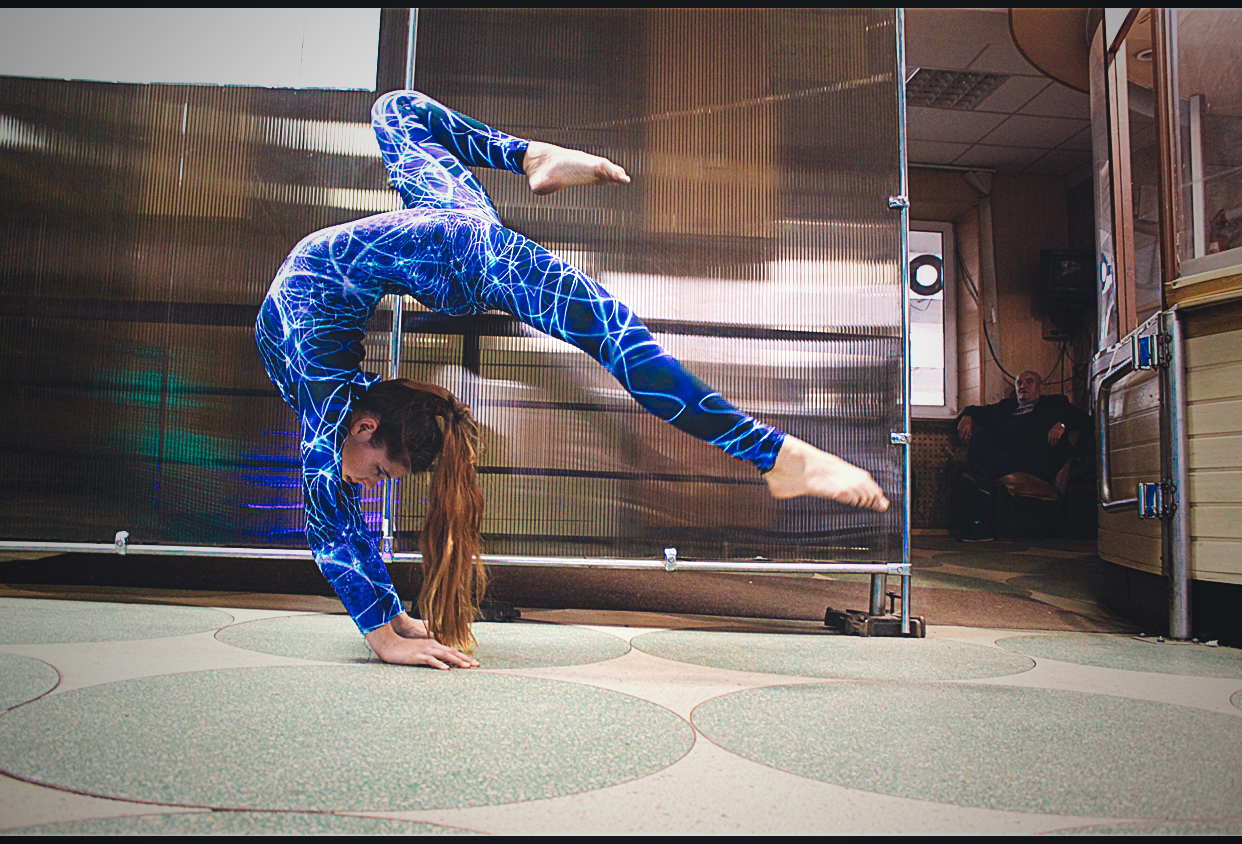

- 2023: Die beste Klasse Deutschlands – Kika[1]